# Città di Victor Harbor
La municipalità di Victor Harbor è una Local Government Area che si trova in Australia Meridionale. Essa si estende su una superficie di 386,5 chilometri quadrati e ha una popolazione di 13.608 abitanti. La sede del consiglio si trova a Victor Harbor.